# Јури Кавамура
Јури Кавамура (јап. 川村 優理; 17. мај 1989) јапанска је фудбалерка.

## Репрезентација
За репрезентацију Јапана дебитовала је 2010. године. Са репрезентацијом Јапана наступала је на Светском првенствз (2015). За тај тим одиграла је 32 утакмице и постигла је 2 гола.

## Статистика
| Јапан  | Јапан | Јапан |
| Год.   | Ута.  | Гол.  |
| ------ | ----- | ----- |
| 2010   | 2     | 0     |
| 2011   | 0     | 0     |
| 2012   | 0     | 0     |
| 2013   | 2     | 0     |
| 2014   | 7     | 1     |
| 2015   | 10    | 1     |
| 2016   | 8     | 0     |
| 2017   | 3     | 0     |
| Укупно | 32    | 2     |